# Vocalise no 1 de Roussel
Pour les articles homonymes, voir Vocalise (homonymie).
La Vocalise no 1 est une vocalise pour voix et piano d'Albert Roussel composée en 1927.

## Présentation
La Vocalise no 1, pour voix (moyenne) et piano, est composée en 1927. Elle est notée « moderato » ( = 152), à 
.
La partition est publiée en 1928 par les éditions Lemoine au sein du recueil de vocalises L'Art du chant : Recueil de vocalises modernes.
Une transcription de la pièce est également publiée par l'éditeur en 1973 sous le titre de « Vocalise pour saxophone en Mi  ou Si  et piano ».
La version originale est créée le 20 décembre 1928 à Paris, au festival « Musique d'aujourd'hui », par Mlle Jeanne Darnay (voix) et le compositeur au piano. Elle est redonnée à Bruxelles, salle de musique de chambre du palais des Breaux-Arts, le 23 avril 1929, par Régine de Lormoy et Albert Roussel.
Dans le catalogue des œuvres du compositeur établi par la musicologue Nicole Labelle, la pièce porte le numéro L 45.
La durée moyenne d'exécution de la Vocalise est de deux minutes environ.

## Discographie
- Albert Roussel : les mélodies (intégrale) — Marie Devellereau (soprano), Yann Beuron (ténor), Laurent Naouri (baryton), Billy Eidi (piano), Timpani 2C2064 (2001)[3].
- Albert Roussel Edition (CD 9) — Mady Mesplé (soprano), Dalton Baldwin (piano), Erato 0190295489168 (2019)[4].

### Ouvrages généraux
- Gilles Cantagrel, « Albert Roussel », dans Brigitte François-Sappey et Gilles Cantagrel (dir.), Guide de la mélodie et du lied, Paris, Fayard, coll. « Les Indispensables de la musique », 1994, 916 p. (ISBN 2-213-59210-1), p. 571-577.

### Monographies
- Nicole Labelle, Catalogue raisonné de l'œuvre d'Albert Roussel, Louvain-la-Neuve, Département d'archéologie et d'histoire de l'art, Collège Érasme, coll. « Publications d'histoire de l'art et d'archéologie de l'Université catholique de Louvain » (no 78), 1992, 159 p.
- Hélène Pierrakos, « Catalogue des œuvres », dans École normale de musique de Paris, Jean Austin (dir.), Albert Roussel, Paris, Actes Sud, 1987, 125 p. (ISBN 2-86943-102-3), p. 46–95.
- Damien Top, Albert Roussel : Un marin musicien, Biarritz, Séguier, coll. « Carré Musique », 2000, 170 p. (ISBN 2-84049-194-X).
- Damien Top, Albert Roussel, Paris, Bleu nuit éditeur, coll. « Horizons » (no 53), 2016, 176 p. (ISBN 978-2-35884-062-0).